# Philippe & Gaston
Philippe & Gaston est une ancienne maison parisienne de Haute Couture créée en août 1922, établie au 120 avenue des Champs Elysées. Dès 1926, au même titre que Chanel, Madeleine Vionnet ou Lanvin, elle acquiert une grande notoriété,. En 1931, Philippe & Gaston est mis à l'honneur dans la pièce de Bruno Jasieński, Le Bal des Mannequins. En 1946, son propriétaire, l'homme d'affaires Marcel Boussac propose à Christian Dior de rajeunir la marque et d'en prendre la direction artistique. Dior refuse et préfère lancer sa propre maison. Boussac et Dior s'associent alors pour fonder l'entreprise Christian Dior.
Des modèles de Philippe & Gaston des années 1920 sont exposées au Metropolitan Museum of Art de New York,.